# Lady och Lufsen II: Ludde på äventyr
Lady och Lufsen II: Ludde på äventyr (engelska: Lady and the Tramp II: Scamp's Adventure) är en animerad film från 2001 och producerad av Walt Disney Pictures. Filmen är en uppföljare till Lady och Lufsen från 1955. Filmen gavs ut direkt till video, den 27 februari 2001. Regissören, Darrell Rooney, har tidigare regisserat Lejonkungen II – Simbas skatt.

## Handling
Äventyret börjar när Ladys och Lufsens son Ludde rymt hemifrån. Han träffar Angel, en tuff flickvalp som tar honom till en soptipp där Buster och hans gäng bor. Det gänget lever lika fritt och bekymmerslöst som Ludde alltid drömt om att få göra. Han trivs, men den nya miljön är tuffare än det säkra hus han just har lämnat.

## Svenska röster
- Ludde - Michael Blomqvist
- Angel - Cecilia Milocco
- Angel (sång) - Sara Downey
- Buster - Tommy Nilsson
- Lufsen - Pontus Gustafsson
- Lufsen (sång) - Pelle Ankarberg
- Lady - Suzanne Reuter
- Lady (sång) - Lizette Pålsson
- Jock - Nils Eklund
- Trofast - Olof Thunberg
- Lunk - Anders Öjebo
- Sprakis - Hans Lindgren
- Francois - Roger Storm
- Ruby - Gunvor Pontén
- Danielle - Lizette Pålsson
- Colette - Jessica Andersson
- Anette - Frida Nilsson
- Husse Jim - Jonas Bergström
- Matte Malin - Gunilla Orvelius
- Lillen - Jessica Andersson
- Tant Sara - Monica Forsberg
- Tony - Roger Storm
- Joe - Roger Storm
- Hundfångaren - Thomas Pettersson
- Otis - Anders Öjebo
- Övriga röster: Daniel Bergfalk, Stefan Berglund och Anna Nyman

### Fotnoter
1. ↑  ”Lady och Lufsen II: Ludde på äventyr”. Disneyania. 19 mars 2001. http://www.d-zine.se/filmer/ladyochlufsen2.htm. Läst 20 augusti 2016.